# دراسات تشوانغ
دراسات تشوانغ هو مجال فكري متعدد التخصصات يهتم بشعب تشوانغ: تاريخهم، وأنثروبولوجيا ودين وسياسة ولغات وآداب. يتم إجراء غالبية هذه الأبحاث في جمهورية الصين الشعبية. يعتبر هوانغ زيان فان (黄 现 璠) من قبل الكثيرين والد دراسات تشوانغ.